# Відьмак (4-й сезон)
Робота над четвертим сезоном фентезійного драматичного серіалу «Відьмак», заснованого на циклі творів Анджея Сапковського про відьмака Ґеральта, розпочалася у 2022 році. Відомо, що зніматимуть його разом із п'ятим сезоном, і головну роль у ньому зіграє не Генрі Кавілл, як у трьох попередніх сезонах, а Ліам Гемсворт.

## Сюжет
Дія серіалу відбувається у вигаданому світі, схожому на Східну Європу пізнього Середньовіччя. Головні герої — відьмак (бродячий мисливець на чудовиськ) Ґеральт з Рівії, його кохана, чарівниця Йеннефер з Венгерберга, і його прийомна донька — принцеса Цінтри Цірілла, а також найкращий друг і бард Любисток. Життя цих героїв тісно пов'язане з політичними інтригами та з війнами між коаліцією північних королівств (саме на їхній території розгортається основна дія фільму) та південною імперією Нільфгаард.
Існує припущення про те, що дія четвертого сезону розгортатиметься раніше, ніж події, показані в перших трьох сезонах. З цим може бути пов'язана заміна Генрі Кавілла, що грає Ґеральта, на молодшого актора.

## У ролях
- Ліам Гемсворт — Ґеральт з Рівії
- Аня Чалотра — Йеннефер з Венгерберга
- Фрея Аллан — княжна Цірілла
- Джої Беті — Любисток

## Виробництво
Перші дані про те, що четвертий сезон «Відьмака» знаходиться в розробці, з'явилися в квітні 2022 року, тобто задовго до виходу третього сезону: режисер Стівен Суржик розповів ЗМІ, що продюсери та сценаристи вже запланували зйомки. У вересні 2022 року стало відомо, що четвертий сезон зніматимуть разом із п'ятим і що сценарії для цих двох сезонів теж писатимуть разом. Робота над сценаріями розпочалася не пізніше жовтня 2022 року, цим займаються Лорен Хісріч, Майк Островськи, Метью Д'Амбросіо та інші. Зйомки, мабуть, розпочнуться вже після прем'єри третього сезону, яка намічена на літо 2023 року.
29 жовтня було оголошено, що головну роль, Ґеральта з Рівії, у четвертому сезоні зіграє не Генрі Кавіл, а Ліам Гемсворт. Про причини відходу Кавілла нічого не відомо (це може бути пов'язане із занадто щільним графіком або зі змінами в сценарії). «Мій шлях у ролі Ґеральта з Рівії був сповнений дивацтв та пригод, але, на жаль, у четвертому сезоні я складу свій медальйон і мечі», — написав він. Гемсворта Кавілл у цьому ж повідомленні назвав «приголомшливим», а той заявив, що «як шанувальник „Відьмака“… просто в захваті від можливості зіграти Ґеральта з Рівії».
Відомо, що в четвертому сезоні до сюжету буде введено вампіра Регіса, на роль якого планується запросити відомого голлівудського актора, а також краснолюд Золтан Хівай.